# Milan Sojka
Milan Sojka (23. března 1951 Praha – 17. května 2009 Praha) byl český ekonom, který působil jako profesor ekonomie, vysokoškolský pedagog a vedoucí katedry institucionální ekonomie na Fakultě sociálních věd Univerzity Karlovy v Praze.

## Životopis
V roce 1974 dokončil studium oboru politická ekonomie na Národohospodářské fakultě Vysoké školy ekonomické v Praze. Po studiu působil nejprve na katedře dějin ekonomických učení kde v roce 1982 získal titul kandidáta věd v oboru dějiny ekonomických teorií. V průběhu 80. let 20. století působil jako pedagog na Graduační škole Ekonomického ústavu ČSAV. V roce 1987 mu byl na VŠE udělen titul docent a v roce 1996 i titul profesor.
Od roku 1990 až do své smrti v roce 2009 působil v Institutu ekonomických studií Fakulty sociálních věd University Karlovy v Praze. Působil také jako vedoucí Ústavu ekonomie na Provozně ekonomické fakultě Mendelovy univerzity v Brně. Jako pedagog a znalec ekonomických teorií se věnoval zejména oblasti historie, vývoji českého a světového ekonomického myšlení a postkeynesovské teorii.

## Ocenění a další činnost
V roce 2008 získal Výroční cenu České společnosti ekonomické za dlouhodobý přínos českému ekonomickému učení. Od roku 2010 je k uctění jeho památky udělována také Cena Milana Sojky.
Dále působil v následujících společnostech a nadacích:
- člen Evropské společnosti pro dějiny ekonomického myšlení
- člen správní rady nadace Nadání Josefa, Marie a Zdenky Hlávkových
- člen rady Národohospodářského ústavu Josefa Hlávky
- člen vedení České společnosti ekonomické
- člen Vědecké rady Národohospodářské fakulty VŠE a Vědecké rady Fakulty sociálních věd Univerzity Karlovy
- místopředseda Akreditační komise a předseda její stálé pracovní skupiny pro ekonomii (2000–2009)
- předseda Network of Central and Eastern European Quality Assurance Agencies in Higher Education (CEEN) (2002–2006)
- člen výkonné rady European Association for Quality Assurance in Higher Education (ENQA) (2008–2009)

## Publikační činnost
Profesor Sojka byl uznávaným odborníkem v oblasti dějin ekonomických teorií a historie českého ekonomického myšlení. Tomuto tématu věnoval řadu odborných prací a učebnic ekonomie pro vysoké a střední školy. Mezi nejznámější publikace patří:
- Sojka, Milan: Milton Friedman – Svět liberální ekonomie, Epocha, 1996
- Sojka, Milan: John Maynard Keynes a současná ekonomie, Grada, 1999
- Sojka, Milan a kolektiv: Dějiny ekonomických teorií, Karolinum, 2000
- Sojka, Milan; Mlčoch, Lubomír; Machonin, Pavel: Ekonomické a společenské změny v české společnosti po roce 1989, Karolinum, 2000
- Sojka, Milan: KDO BYL KDO – světoví a čeští ekonomové, Libri, 2002
- Sojka, Milan; Konečný, Bronislav: Malá encyklopedie moderní ekonomie, Libri, 2006 (6. vydání)
- Jan Havel; Jitka Koderová; Milan Sojka: Teorie peněz, Aspi, 2008
- Sojka, Milan; Pudlák, Jan: Ekonomie pro střední školy, Fortuna, 2009 (aktualizované vydání)
- Sojka, Milan: Dějiny ekonomických teorií – HBT, prosinec 2010. Profesor Sojka dokončil tuto knihu v rukopisné podobě v r. 2009, krátce předtím, než zemřel. Jde o základní a stěžejní dílo v oboru dějiny ekonomických myšlení, napsané z moderního pohledu současného stupně vývoje ekonomické vědy. Obsáhlý rukopis (vybavený rejstříky, a dalšími přílohami) doplňuje předmluva guvernéra České národní banky doc. Ing. Z. Tůmy.
- CEP: sborník č. 35 "Velká deprese"
- CEP: sborník č. 50/2006 "Šedesát let od smrti Johna Maynarda Keynese"
- CEP: Sborník č. 58/2007 "Jean-Baptiste Say – 240 let od narození"
- Asymetrické informace – nová cesta ke zdůvodnění státních zásahů?